# Ugrinovci (gmina miejska Zemun)
Ugrinovci (cyr. Угриновци) – wieś w Serbii, w mieście Belgrad, w gminie miejskiej Zemun. W 2011 roku liczyła 10 807 mieszkańców.